# Système (géologie)
Pour les articles homonymes, voir Système.
Un système en géologie est une subdivision d'un érathème sur l'échelle des temps géologiques basée sur la chronostratigraphie, c'est-à-dire sur les résultats obtenus par les méthodes de la biostratigraphie et de la lithostratigraphie. C'est une unité de temps de troisième ordre (voir tableau ci-contre).
Les limites des systèmes sont principalement basées sur les changements paléogéographiques correspondant à des modifications de la nature des sédiments (lithologie) et des faunes et flores qu'ils contiennent (paléontologie).
La durée moyenne d'un système est de 50 millions d'années pour l'éonothème Phanérozoïque et d'environ 200 millions d'années pour l'éonothème Protérozoïque.

## Équivalence et subdivisions
Son équivalent en géochronologie s'appelle une période. Pour un même intervalle de temps géologique, les systèmes et les périodes portent des noms identiques.
Le système se subdivise en séries géologiques, qui elles-mêmes se découpent en étages.

## Systèmes géologiques
La Commission internationale de stratigraphie établit, dans le cadre de l'Union internationale des sciences géologiques (I.U.G.S.), les différents intervalles de l'Échelle des temps géologiques.
En 2004, l'I.U.G.S. a ajouté le système Édiacarien à l'érathème Néoprotérozoïque (le dernier ajout d'un système géologique remontait à presque 130 ans).

### Systèmes du Précambrien
Pour les temps antérieurs à l'explosion cambrienne (apparition de la plupart des grands embranchements actuels de métazoaires et grande diversification des faunes, il y a environ 541 millions d'années), seuls les trois érathèmes appartenant à l'éonothème Protérozoïque sont subdivisés en 10 systèmes. Leur durée moyenne est d'environ 200 millions d'années, sur une échelle qui reste à préciser, et à prolonger au-delà de la base du Protézozoïque (−2 500 millions d'années). Du plus ancien au plus récent:
- érathème Paléoprotérozoïque
  - Sidérien
  - Rhyacien
  - Orosirien
  - Stathérien
- érathème Mésoprotérozoïque
  - Calymnien
  - Ectasien
  - Sténien
- érathème Néoprotérozoïque
  - Tonien
  - Cryogénien
  - Édiacarien

### Systèmes des érathèmes du Phanérozoïque
L'éonothème du Phanérozoïque couvre les temps géologiques depuis la base de l'étage Cambrien, il y a 541 millions d’années, jusqu'à nos jours. Il est subdivisé en trois érathèmes, eux-mêmes découpés en un total de onze systèmes. Si l'on exclut le système Quaternaire qui ne dure que depuis 2,6 millions d'années, la durée moyenne d'un système du Phanérozoïque est de l'ordre de 50 millions d'années, avec une vingtaine de millions d'années pour les systèmes du Néogène et du Silurien et près de 80 millions d'années pour le système Crétacé.
Du plus ancien à l'actuel:
- érathème Paléozoïque:
  - Cambrien
  - Ordovicien
  - Silurien
  - Dévonien
  - Carbonifère
  - Permien
- érathème Mésozoïque
  - Trias
  - Jurassique
  - Crétacé
- érathème Cénozoïque
  - Paléogène
  - Néogène
  - Quaternaire - Ce statut date de 2009[3]; puisqu'il était considéré auparavant comme un érathème. Malgré son étymologie et sa dénomination qui le rattachent aux anciennes appellations des érathèmes du Phanérozoïque (Primaire, Secondaire, Tertiaire), le terme a été conservé pour des raisons de notoriété[3].